# Riedera
Riedera is een monotypisch geslacht van schimmels uit de onderklasse Leotiomycetidae. De typesoort is Riedera elaeochrysa. De familie is nog niet eenduidig bepaald (incertae sedis).